# 內嶺爾山
內嶺爾山，為臺灣知名山峰，行政區劃屬於花蓮縣卓溪鄉崙山村，高達3,275公尺，屬於中央山脈，為台灣百岳之一，排名第59。內嶺爾山的山勢雄渾開闊、盤基很大，名列台灣的「十崇」的老么。內嶺爾山附近接連丹大山、馬路巴拉讓山等山，為南三段丹大東郡橫斷6座百岳之一。